# جائزة مجلة ذا رينج لأفضل ارتقاء
هذه قائمة الفائزين بجائزة مجلة ذا رينج لأفضل ارتقاء والتي تمنح للملاكم الأكثر تحسنا على الساحة الدولية :
1953 نينو فالديز

1954 باسكوال بيريز

1955 تشاك سبيسر

1956 إدي مشن

1957 روي هاريس

1958 دون جوردن

1959 تشارلي سكوت

1960 جوليو رينالدي

1961:

1962:

1963:

1964 فيسنتي سالديفار

1965 آلان رودكين

1966 جو فريزر

1967 جيمي اليس

1968 شوزو سايجو

1969 ماك فوستر

1970 جورج فورمان

1971 كريس فينيجان

1972 بيرت نابالاتان

1973 لويس ريفيرا سانتوس

1974 هونغ سو هوان

1975 مايك كولبير

1976 روبن كاستيلو

1977 إدي كاز

1978 ليون سبينكس

1979 تشان هي بارك

1980 

1981 

1982 

1983 جون موغابي

1984 فرانسيسكو كيروس

1985 لوني سميث

1986 سامارت بياكارون

1987 كلفن سيبروكس

1988 مايكل نان